# پرچم کامبرلند، مریلند
"پرچم کامبرلند، مریلند" در ۱۳ دسامبر ۱۹۱۲ پذیرفته شد.